# Toto Cup Al 2019-2020
La Toto Cup Al 2019-2020 è stata la 35ª edizione del torneo e la 14ª che riguarda soltanto le squadre che partecipano alla Ligat ha'Al. È iniziata il 20 luglio 2019 ed è terminata il 24 settembre 2019. Il Beitar Gerusalemme ha conquistato il trofeo per la terza volta nella sua storia.

## Formula
Nella formula introdotta dalla scorsa edizione i quattro club impegnati nella Champions League 2019-2020 e nella Europa League 2019-2020 (Maccabi Tel Aviv, Bnei Yehuda, Maccabi Haifa e Hapoel Be'er Sheva) non prenderanno parte alla fase a gironi a differenza delle altre dieci squadre, divise in due gironi.
Alla fine della fase a gironi ciascuno dei vincitori del gruppo si qualificherà alle semifinali. La vincente della Supercoppa di Israele 2019 tra Maccabi Tel Aviv e Bnei Yehuda avanzerà in una delle semifinali (incontrando il vincitore del gruppo con il minor punteggio accumulato), mentre Maccabi Haifa e Hapoel Be'er Sheva disputeranno una partita per accedere all'altra semifinale (incontrando il vincitore del gruppo con il maggior numero di punti accumulati). Tutti i club parteciperanno ai play-off di classificazione.

## Squadre partecipanti
- Ashdod
- Beitar Gerusalemme
- Bnei Yehuda
- Hapoel Be'er Sheva
- Hapoel Hadera
- Hapoel Haifa
- Hapoel Kfar Saba

- Hapoel Ra'anana
- Hapoel Tel Aviv
- Ironi K. Shmona
- Maccabi Haifa
- Maccabi Netanya
- Maccabi Tel Aviv
- Sektzia Ness Ziona

## Fase a gironi

### Girone A
| Pos. | Squadra          | Pt | G | V | N | P | GF | GS | DR |
| ---- | ---------------- | -- | - | - | - | - | -- | -- | -- |
| 1.   | Ironi K. Shmona  | 9  | 4 | 3 | 0 | 1 | 8  | 7  | +1 |
| 2.   | Maccabi Netanya  | 7  | 4 | 2 | 1 | 1 | 5  | 3  | +2 |
| 3.   | Hapoel Hadera    | 5  | 4 | 1 | 2 | 1 | 6  | 6  | 0  |
| 4.   | Hapoel Haifa     | 4  | 4 | 1 | 1 | 2 | 6  | 6  | 0  |
| 5.   | Hapoel Kfar Saba | 2  | 4 | 0 | 2 | 2 | 4  | 7  | -3 |

|                     | HHd   | HHi   | HKS   | IKS   | MNe   |
| Hapoel Hadera       |       |       |       | 1 - 2 | 1 - 1 |
| Hapoel Haifa        | 1 - 2 |       |       | 4 - 1 |       |
| Hapoel Kfar Saba    | 2 - 2 | 1 - 1 |       |       |       |
| Ironi Kiryat Shmona |       |       | 3 - 1 |       | 2 - 1 |
| Maccabi Netanya     |       | 2 - 0 | 1 - 0 |       |       |

### Girone B
| Pos. | Squadra            | Pt | G | V | N | P | GF | GS | DR |
| ---- | ------------------ | -- | - | - | - | - | -- | -- | -- |
| 1.   | Beitar Gerusalemme | 10 | 4 | 3 | 1 | 0 | 6  | 2  | +4 |
| 2.   | Ashdod             | 8  | 4 | 2 | 2 | 0 | 9  | 5  | +4 |
| 3.   | Sektzia Ness Ziona | 5  | 4 | 1 | 2 | 1 | 4  | 4  | 0  |
| 4.   | Hapoel Ra'anana    | 4  | 4 | 1 | 1 | 2 | 3  | 7  | -4 |
| 5.   | Hapoel Tel Aviv    | 0  | 4 | 0 | 0 | 4 | 4  | 8  | -4 |

|                    | Ash   | BGe   | HRa   | HTA   | SNZ   |
| Ashdod             |       |       |       | 3 - 2 | 1 - 1 |
| Beitar Gerusalemme | 1 - 1 |       |       |       | 2 - 1 |
| Hapoel Ra'anana    | 1 - 4 | 0 - 2 |       |       |       |
| Hapoel Tel Aviv    |       | 0 - 1 | 1 - 2 |       |       |
| Sektzia Ness Ziona |       |       | 0 - 0 | 2 - 1 |       |

### Supercoppa
| 20 luglio 2019 |       |                  |
| Bnei Yehuda    | 0 – 1 | Maccabi Tel Aviv |

### Spareggio fase finale
| 21 luglio 2019 |       |                    |
| Maccabi Haifa  | 0 – 1 | Hapoel Be'er Sheva |

## Play-off piazzamento

### Tredicesimo posto
| Petah Tiqwa 19 agosto 2019, ore 20:30 UTC+3                                                         | Hapoel Tel Aviv | 2 – 3                          | Hapoel Kfar Saba | Stadio HaMoshava |
| \| \| \| \| \| Barshazki 64’ Rainstein 81’ (aut.) \| Marcatori \| 45’ Azaria 76’ Kuku 78’ Fadida \| |                 |                                |                  |                  |
| |                 |                                |                  |                  |
| Barshazki 64’ Rainstein 81’ (aut.)                                                                  | Marcatori       | 45’ Azaria 76’ Kuku 78’ Fadida |                  |                  |

### Undicesimo posto
| Ramat Gan 17 agosto 2019, ore 20:00 UTC+3   | Hapoel Ra'anana | 1 – 0 | Hapoel Haifa | Stadio Ramat Gan |
| \| \| \| \| \| Nimni 77’ \| Marcatori \| \| |                 |       |              |                  |
|                                             |                 |       |              |                  |
| Nimni 77’                                   | Marcatori       |       |              |                  |

### Nono posto
| Petah Tiqwa 17 agosto 2019, ore 19:00 UTC+3  | Sektzia Ness Ziona   | 0 – 0 | Hapoel Hadera | Stadio HaMoshava |
| \| \| \| \| \| \| Tiri di rigore 8 – 9 \| \| |                      |       |               |                  |
|                                              |                      |       |               |                  |
|                                              | Tiri di rigore 8 – 9 |       |               |                  |

### Settimo posto
| Netanya 17 agosto 2019, ore 20:30 UTC+3                                     | Maccabi Netanya | 1 – 2                     | Maccabi Haifa | Stadio Netanya |
| \| \| \| \| \| Kanichowsky 89’ \| Marcatori \| 20’ Rukavytsya 90+4’ Meir \| |                 |                           |               |                |
|                                                                             |                 |                           |               |                |
| Kanichowsky 89’                                                             | Marcatori       | 20’ Rukavytsya 90+4’ Meir |               |                |

### Quinto posto
| Ashdod 19 agosto 2019, ore 19:00 UTC+3                                                  | Ashdod               | 1 – 1   | Bnei Yehuda | Stadio HaYud-Alef |
| \| \| \| \| \| Azulay 45+3’ \| Marcatori \| 17’ Elo \| \| \| Tiri di rigore 4 – 2 \| \| |                      |         |             |                   |
|                                                                                         |                      |         |             |                   |
| Azulay 45+3’                                                                            | Marcatori            | 17’ Elo |             |                   |
|                                                                                         | Tiri di rigore 4 – 2 |         |             |                   |

## Fase finale

### Squadre qualificate
- Maccabi Tel Aviv - Vincitrice Supercoppa d'Israele 2019
- Hapoel Be'er Sheva - Vincitrice Spareggio fase finale
- Ironi K. Shmona - Vincitrice Girone A
- Beitar Gerusalemme - Vincitrice Girone B

### Semifinali
| 18 agosto 2019     |       |                    |
| Ironi K. Shmona    | 0 – 1 | Maccabi Tel Aviv   |
| Beitar Gerusalemme | 3 – 1 | Hapoel Be'er Sheva |

### Finale
| Netanya 24 settembre 2019, ore 20:15 UTC+3                | Maccabi Tel Aviv | 0 – 2 referto           | Beitar Gerusalemme | Stadio Netanya |
| \| \| \| \| \| \| Marcatori \| 87’ Varenne 90+3’ Magbo \| |                  |                         |                    |                |
|                                                           |                  |                         |                    |                |
|                                                           | Marcatori        | 87’ Varenne 90+3’ Magbo |                    |                |

## Classifica finale
| Pos | Squadra            | V-P-S |
| --- | ------------------ | ----- |
| 1°  | Beitar Gerusalemme | 5-1-0 |
| 2°  | Maccabi Tel Aviv   | 2-0-1 |
| 3°  | Ironi K. Shmona    | 3-0-2 |
| 4°  | Hapoel Be'er Sheva | 1-0-1 |
| 5°  | Ashdod             | 3-2-0 |
| 6°  | Bnei Yehuda        | 0-0-2 |
| 7°  | Maccabi Haifa      | 1-0-1 |
| 8°  | Maccabi Netanya    | 2-1-2 |
| 9°  | Hapoel Hadera      | 2-2-1 |
| 10° | Sektzia Ness Ziona | 1-2-2 |
| 11° | Hapoel Ra'anana    | 2-1-2 |
| 12° | Hapoel Haifa       | 1-1-3 |
| 13° | Hapoel Kfar Saba   | 1-2-2 |
| 14° | Hapoel Tel Aviv    | 0-0-5 |